# Amphiuma
Amphiuma là một chi động vật lưỡng cư trong họ Amphiumidae, thuộc bộ Caudata. Chi này có 3 loài và không bị đe dọa tuyệt chủng, và là chi duy nhất trong họ Amphiumidae.

## Hình ảnh

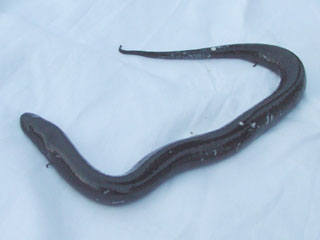
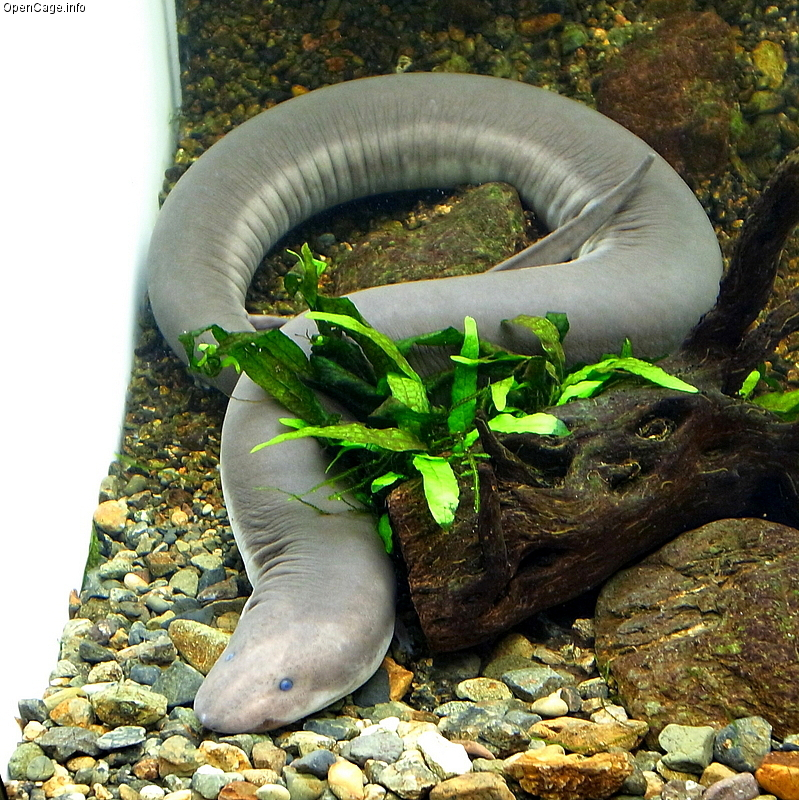

## Các chi
Chi này gồm 3 loài:
- Amphiuma means Garden, 1821
- Amphiuma pholeter Neill, 1964
- Amphiuma tridactylum Cuvier, 1827